# Kamil Semeniuk
Pour les articles homonymes, voir Semeniuk.
Kamil Semeniuk est un joueur polonais de volley-ball né le 16 juillet 1996 à Kędzierzyn-Koźle. Il a remporté avec l'équipe de Pologne la médaille d'argent du tournoi masculin aux Jeux olympiques d'été de 2024, organisés à Paris.